# Liquigas/Saison 2007
Dieser Artikel listet die Mannschaft und Erfolge des Teams Liquigas in der Saison 2007 auf.

## Saison 2007

### Erfolge in der ProTour
| Datum             | Rennen                         | Fahrer                |
| ----------------- | ------------------------------ | --------------------- |
| 13. März          | 2. Etappe Paris–Nizza          | Franco Pellizotti     |
| 10. April         | 2. Etappe Vuelta al País Vasco | Manuel Beltrán        |
| 29. April         | Liège-Bastogne-Liège           | Danilo Di Luca        |
| 12. Mai           | 1. Etappe Giro d’Italia        | Mannschaftszeitfahren |
| 16. Mai           | 4. Etappe Giro d’Italia        | Danilo Di Luca        |
| 24. Mai           | 12. Etappe Giro d’Italia       | Danilo Di Luca        |
| 12. Mai – 3. Juni | Gesamtwertung Giro d’Italia    | Danilo Di Luca        |
| 12. Juli          | 5. Etappe Tour de France       | Filippo Pozzato       |
| 4. August         | Clásica San Sebastián          | Leonardo Bertagnolli  |
| 13. September     | 5. Etappe Tour de Pologne      | Murilo Fischer        |
| 14. September     | 6. Etappe Tour de Pologne      | Filippo Pozzato       |

### Erfolge in der Europe Tour
| Datum         | Rennen                                     | Fahrer                |
| ------------- | ------------------------------------------ | --------------------- |
| 25. Februar   | Tour du Haut-Var                           | Filippo Pozzato       |
| 3. März       | Omloop Het Volk                            | Filippo Pozzato       |
| 10. März      | Mailand–Turin                              | Danilo Di Luca        |
| 29. März      | 3. Etappe Settimana Internazionale         | Danilo Di Luca        |
| 3. April      | 1. Etappe Driedaagse van De Panne-Koksijde | Luca Paolini          |
| 5. April      | Prolog Settimana Ciclistica Lombarda       | Mannschaftszeitfahren |
| 6. April      | 1. Etappe Settimana Ciclistica Lombarda    | Roman Kreuziger       |
| 9. April      | 4. Etappe Settimana Ciclistica Lombarda    | Alessandro Vanotti    |
| 12. April     | 3. Etappe Circuit Cycliste Sarthe          | Michael Albasini      |
| 5. Mai        | Gran Premio Larciano                       | Vincenzo Nibali       |
| 6. Mai        | Giro di Toscana                            | Vincenzo Nibali       |
| 9. Juni       | Memorial Marco Pantani                     | Franco Pellizotti     |
| 14. Juni      | 3. Etappe Tour of Slovenia                 | Vincenzo Nibali       |
| 15. Juni      | 4. Etappe Tour of Slovenia                 | Vincenzo Nibali       |
| 1. Juli       | Schwedische Meisterschaft – Straßenrennen  | Magnus Bäckstedt      |
| 29. Juli      | 4. Etappe Brixia Tour                      | Francesco Chicchi     |
| 1. August     | 1. Etappe Post Danmark Rundt               | Francesco Chicchi     |
| 4. August     | 4. Etappe Post Danmark Rundt               | Francesco Chicchi     |
| 12. August    | Trofeo Matteotti                           | Filippo Pozzato       |
| 23. September | Gran Premio Industria & Commercio di Prato | Filippo Pozzato       |
| 6. Oktober    | Memorial Cimurri                           | Leonardo Bertagnolli  |

### Abgänge – Zugänge
| Zugänge               | Team 2006               | Abgänge          | Team 2007                    |
| --------------------- | ----------------------- | ---------------- | ---------------------------- |
| Leonardo Bertagnolli  | Cofidis                 | Dario Cioni      | Predictor-Lotto              |
| Manuel Beltrán        | Discovery Channel       | Stefano Zanini   | Predictor-Lotto              |
| Francesco Chicchi     | Quick Step-Innergetic   | Dario Andriotto  | Acqua & Sapone-Caffè Mokambo |
| Filippo Pozzato       | Quick Step-Innergetic   | Stefano Garzelli | Acqua & Sapone-Caffè Mokambo |
| Guido Trenti          | Quick Step-Innergetic   | Daniele Colli    | Ceramiche Panaria-Navigare   |
| Alessandro Vanotti    | Team Milram             | Alberto Curtolo  | Marchiol-Famila              |
| Aljaksandr Kuschynski | Ceramica Flaminia       | Nicola Loda      | Karriereende                 |
| Frederik Willems      | Chocolade Jacques       | Marco Milesi     | Karriereende                 |
| Murilo Fischer        | Naturino-Sapore di Mare | Marco Righetto   | Unbekannt                    |
| Roberto Petito        | Tenax                   |                  |                              |

### Mannschaft 2007
| Name                   | Geburtstag    | Nationalität           |
| ---------------------- | ------------- | ---------------------- |
| Michael Albasini       | 20. Dez. 1980 | Schweiz                |
| Magnus Bäckstedt       | 30. Jan. 1975 | Schweden               |
| Manuel Beltrán         | 28. Mai 1971  | Spanien                |
| Leonardo Bertagnolli   | 8. Jan. 1978  | Italien                |
| Patrick Calcagni       | 5. Jul. 1977  | Schweiz                |
| Kjell Carlström        | 18. Okt. 1976 | Finnland               |
| Eros Capecchi          | 13. Jun. 1986 | Italien                |
| Dario Cataldo          | 17. Mrz. 1985 | Italien                |
| Francesco Chicchi      | 27. Nov. 1980 | Italien                |
| Mauro Da Dalto         | 8. Apr. 1981  | Italien                |
| Danilo Di Luca         | 2. Jan. 1976  | Italien                |
| Francesco Failli       | 16. Dez. 1983 | Italien                |
| Murilo Fischer         | 16. Jun. 1979 | Brasilien              |
| Enrico Gasparotto      | 22. Mrz. 1982 | Italien                |
| Roman Kreuziger        | 6. Mai 1986   | Tschechien             |
| Aliaksandr Kuchynski   | 27. Okt. 1979 | Belarus                |
| Vladimir Miholjević    | 18. Jan. 1974 | Kroatien               |
| Matej Mugerli          | 17. Jun. 1981 | Slowenien              |
| Vincenzo Nibali        | 14. Nov. 1984 | Italien                |
| Andrea Noè             | 15. Jan. 1969 | Italien                |
| Luca Paolini           | 17. Jan. 1977 | Italien                |
| Franco Pellizotti      | 15. Jan. 1978 | Italien                |
| Roberto Petito         | 1. Feb. 1971  | Italien                |
| Filippo Pozzato        | 10. Sep. 1981 | Italien                |
| Manuel Quinziato       | 30. Okt. 1979 | Italien                |
| Alessandro Spezialetti | 14. Jan. 1975 | Italien                |
| Guido Trenti           | 27. Dez. 1972 | Vereinigte Staaten     |
| Alessandro Vanotti     | 16. Sep. 1980 | Italien                |
| Charles Wegelius       | 26. Apr. 1978 | Vereinigtes Königreich |
| Frederik Willems       | 8. Sep. 1979  | Belgien                |
| Stagiaires             | Stagiaires    | Nationalität           |
| Maciej Bodnar          | Maciej Bodnar | Polen                  |